# Nuoto sincronizzato ai campionati mondiali di nuoto 2011 - Singolo (programma libero)
La specialità del singolo (programma libero) ai campionati mondiali di nuoto 2011 si è svolta presso lo Shanghai Oriental Sports Center di Shanghai, in Cina.
La fase preliminare si è svolta la mattina del 20 luglio 2011, mentre la finale si è svolta la sera dello stesso giorno.

## Medaglie
| Posizione | Atleta            | Paese  |
| --------- | ----------------- | ------ |
| Oro       | Natalia Ishchenko | Russia |
| Argento   | Andrea Fuentes    | Spagna |
| Bronzo    | Sun Wenyan        | Cina   |

## Risultati
in verde sono denotate le finaliste.
| Pos. | Atleta                     | Nazionalità    | Preliminare        | Preliminare        | Finale             | Finale             |
| Pos. | Atleta                     | Nazionalità    | Punti              | Pos.               | Punti              | Pos.               |
| ---- | -------------------------- | -------------- | ------------------ | ------------------ | ------------------ | ------------------ |
| 1    | Natalia Ishchenko          | Russia         | 98.190             | 1                  | 98.550             |                    |
| 2    | Andrea Fuentes             | Spagna         | 96.010             | 2                  | 96.520             |                    |
| 3    | Sun Wenyan                 | Cina           | 95.970             | 3                  | 95.840             |                    |
| 4    | Marie-Pier Boudreau Gagnon | Canada         | 94.490             | 4                  | 94.910             | 4                  |
| 5    | Yumi Adachi                | Giappone       | 92.620             | 5                  | 92.810             | 5                  |
| 6    | Lolita Ananasova           | Ucraina        | 91.400             | 6                  | 91.550             | 6                  |
| 7    | Linda Cerruti              | Italia         | 89.610             | 7                  | 89.950             | 7                  |
| 8    | Jenna Randall              | Regno Unito    | 88.240             | 9                  | 88.880             | 8                  |
| 9    | Despoina Solomou           | Grecia         | 88.630             | 8                  | 88.590             | 9                  |
| 10   | Anastasia Gloushkov        | Israele        | 85.990             | 11                 | 86.600             | 10                 |
| 11   | Wang Ok-Gyong              | Corea del Nord | 86.970             | 10                 | 86.590             | 11                 |
| 12   | Soňa Bernardová            | Rep. Ceca      | 85.630             | 12                 | 85.230             | 12                 |
| 16.5 | H09.5                      |                |                    |                    | 00:55.635          | O                  |
| 13   | Park Hyu-Sun               | Corea del Sud  | 84.790             | 13                 |                    |                    |
| 14   | Giovana Stephan            | Brasile        | 84.390             | 14                 |                    |                    |
| 15   | Pamela Fischer             | Svizzera       | 82.960             | 15                 |                    |                    |
| 16   | Nadine Brandl              | Austria        | 82.520             | 16                 |                    |                    |
| 17   | Szofi Kiss                 | Ungheria       | 79.340             | 17                 |                    |                    |
| 18   | Etel Sanchez               | Argentina      | 78.840             | 18                 |                    |                    |
| 19   | Kalina Yordanova           | Bulgaria       | 76.210             | 19                 |                    |                    |
| 20   | Kristina Krajcovicova      | Slovacchia     | 74.980             | 20                 |                    |                    |
| 21   | Greisy Gomez               | Venezuela      | 74.490             | 21                 |                    |                    |
| 22   | Melis Oner                 | Turchia        | 73.600             | 22                 |                    |                    |
| 23   | Asly Alegria               | Colombia       | 73.320             | 23                 |                    |                    |
| 24   | Elena Tini                 | San Marino     | 72.430             | 24                 |                    |                    |
| 25   | Kirstin Anderson           | Nuova Zelanda  | 69.530             | 25                 |                    |                    |
| 26   | Barbara Luna               | Cuba           | 69.510             | 26                 |                    |                    |
| 27   | Violeta Mitnian            | Costa Rica     | 68.850             | 27                 |                    |                    |
| 28   | Au Ieong Sin Ieng          | Macao          | 68.170             | 28                 |                    |                    |
| 29   | Samara Talia Pattiasina    | Indonesia      | 65.440             | 29                 |                    |                    |
| 30   | Thanyaluck Puttisiriroj    | Thailandia     | 65.390             | 30                 |                    |                    |
| 31   | Laura Strugnell            | Sudafrica      | 62.690             | 31                 |                    |                    |
| 32   | Seda Khachatrayan          | Armenia        | 56.720             | 32                 |                    |                    |
| –    | Ainur Kerey                | Kazakistan     | non ha partecipato | non ha partecipato | non ha partecipato | non ha partecipato |